# Anopheles minutus
Anopheles minutus este o specie de țânțari din genul Anopheles, descrisă de Macquart în anul 1834.
Este endemică în Senegal. Conform Catalogue of Life specia Anopheles minutus nu are subspecii cunoscute.